# Drehzahnmoose
Die Drehzahnmoose (Tortula) bilden eine Gattung von akrokarpen Laubmoosen in der Familie Pottiaceae.

## Merkmale
Die Pflanzen bilden oft hellgrüne, gelegentlich schwarzgrüne, innen gelbbraune bis dunkelbraune Polster. Die aufrechten Stämmchen sind gewöhnlich wenige Millimeter bis 2 Zentimeter hoch, die Blätter lanzettlich, eiförmig, verkehrt eiförmig bis spatelförmig. Die Blattrippe tritt oft als langes, glattes Glashaar oder als kürzere Spitze aus, gelegentlich endet sie in der Blattspitze. Die Blattränder sind unten oft zurückgebogen, meist ganzrandig oder in der Blattspitze schwach gesägt.
Die basalen Laminazellen sind rechteckig, durchscheinend (hyalin) und dünnwandig. Im oberen Blattbereich sind sie abgerundet quadratisch bis sechseckig, gelegentlich rautenförmig, mit etwa 15 bis 19 Mikrometer relativ groß und oft papillös. Der Übergang von den unteren zu den oberen Laminazellen ist fließend und nicht scharf abgesetzt.
Die Sporophyten sind recht verschiedengestaltig. Die Seta kann sehr kurz oder bis um 2,5 Zentimeter lang sein, die Kapsel ist eiförmig bis zylindrisch, mit lang fadenförmigem bis kurzem Peristom oder ganz ohne Peristom und kegelförmigem, gelegentlich kurz geschnäbeltem Deckel. Bei einigen Arten ist kein Kapseldeckel ausgebildet (kleistokarp), die Sporen werden erst beim Zerfall der Kapsel freigesetzt.

## Systematik
Die Abgrenzung der Gattung Tortula ist schwierig und war in der Vergangenheit starken Veränderungen unterworfen. Nach der Systematik von Frey/Fischer/Stech werden die früheren Gattungen Desmatodon, Phascum und Pottia großteils in Tortula eingegliedert, andererseits werden eine Anzahl von bisherigen Tortula-Arten abgetrennt und in die Gattungen Hennediella, Microbryum und Syntrichia gestellt. Diese Neuordnung erfolgte weitgehend aufgrund von Gametophyten-Merkmalen.

## Arten
Zu den Drehzahnmoosen (Tortula) zählen weltweit etwa 195 Arten.
In Deutschland, Österreich und der Schweiz vorkommende Arten sind:
- Gespitztes Glanzmoos (Tortula acaulon, Syn.: Phascum cuspidatum)
- Tortula atrovirens
- Tortula brevissima
- Tortula canescens
- Tortula cernua (Syn.: Desmatodon cernuus)
- Tortula cuneifolia
- Tortula guepinii
- Tortula hoppeana (Syn.: Desmatodon latifolius)
- Tortula inermis
- Tortula lanceola (Syn.: Pottia lanceolata)
- Tortula laureri (Syn.: Desmatodon laureri)
- Tortula leucostoma (Syn.: Desmatodon leucostoma)
- Tortula lingulata
- Tortula marginata
- Tortula modica (Syn.: Pottia intermedia)
- Tortula mucronifolia
- Mauer-Drehzahnmoos (Tortula muralis)
- Tortula obtusifolia
- Tortula protobryoides (Syn.: Pottia bryoides)
- Tortula revolvens
- Tortula rhodonia
- Tortula schimperi
- Pfriemen-Drehzahnmoos (Tortula subulata)
- Tortula systylia (Syn.: Desmatodon systylius)
- Tortula truncata (Syn.: Pottia truncata)
- Tortula vahliana